# Johan von Brunkow
Johan von Brunkow, även kallad Brunke, död omkring 1 november 1318 i Stockholm (avrättad), var en svensk-tysk riddare. Från slutet av 1314 till sommaren 1318 var Brunkow drots hos kung Birger Magnusson. Efter Nyköpings gästabud togs han till fånga av kungens fiender och avrättades genom halshuggning.

## Biografi
von Brunkow påstås ha varit den som rådde kung Birger Magnusson att år 1317 fängsla sina två bröder under Nyköpings gästabud, och enligt Erikskrönikan var det Brunke som tillsammans med ett kompani armborstskyttar grep hertigarna. I Verner von Heidenstams bok Svenskarna och deras hövdingar (1910) beskrivs von Brunkow såsom att "kroknäsan bar han högt" – med en antydan om judiskt ursprung. 
Sommaren 1318 försökte Brunkow bryta de hertigtrognas belägring av Stegeborgs slott, men misslyckades och greps av hertigarnas trupper. Han fördes därefter till Stockholm och halshöggs på Brunkebergsåsen omkring den 1 november. Åsen har enligt vissa källor fått sitt namn efter Brunke, och Brunkebergstorg i sin tur efter åsen.